# David Liske
David Liske (* 27. Oktober 1983) ist ein deutscher Schauspieler, Sprecher und Sänger.

## Leben
Nach dem Abitur 2003 in Tübingen studierte David Liske zunächst Deutsch, Geschichte und Philosophie, bevor er 2008 an der Hochschule für Musik und Darstellende Kunst Stuttgart sein Schauspielstudium begann (Diplom 2011). Es folgten Festengagements am Landestheater Tübingen und am Theater Baden-Baden. Seit September 2016 arbeitet er als freier Schauspieler, Sprecher und Sänger.
David Liske hat einen Sohn und lebt in Tübingen.

## Theater (Auswahl)

### Wilhelma-Theater Stuttgart
- 2009: Olof in "Raus aus Amal" (Moodysson), Regie: Jan Langenheim
- 2010: M. Quatrepieds in "Penelope" (Carrington), Regie: Verena Weiss[2]

### Landestheater Tübingen
- 2010: Hans Knapp in "Sound of Seiersberg" (Hierzegger), Regie: Reto Finger
- 2011: George Talbot in "Maria Stuart" (Schiller), Regie: Mario Portmann
- 2011: Richard/Berater 1 in "herzwurst. immer alles eine tochter" (Palmetshofer), Regie: Nils Wiegand
- 2011: Ferdinand in "Der jüngste Tag" (von Horvath), Regie: Ralf Siebelt
- 2011: Troilus in "Troilus und Cressida" (Shakespeare), Regie: Simone Sterr, Ralf Siebelt
- 2011: Der Meister in "Der Meister und Margarita" (Bulgakow), Regie: Thorleifur Örn Arnasson
- 2012: Leo in "Benefiz - Jeder rettet einen Afrikaner" (Lausund), Regie: Ralf Siebelt
- 2012: Aune in "Die Stützen der Gesellschaft" (Ibsen), Regie: Jenke Nordalm
- 2012: Hannibal Jackson in "Happy End" (Hauptmann, Brecht, Weill), Regie: Ralf Siebelt
- 2012: Robespierre in "Dantons Tod" (Büchner), Regie: Ralf Siebelt
- 2012: Lasse/Ragnar in "Zusammen!" (Moodysson), Regie: Maria Linke
- 2013: Thomas Friege in "Das Ding" (Löhle), Regie: Inga Lizengevic
- 2013: "Winterreise" (Jelinek), Regie: Jenke Nordalm
- 2013: "Das Erdbeben in Chili" (Kleist), Bearbeitung: Martin Kreidt, Regie: Maria Linke
- seit Juni 2013: wiederkehrende Auftritte bei der Kultimproshow "Theatersport", Leitung und Moderation: Volker Quandt
- 2013: Tommy White, Kristen Reims und Martin Lemsalu in "Three Kingdoms" (Stephens), Regie: Stefan Rogge
- 2013: Selicour in "Der Parasit" (Schiller), Regie: Simone Sterr
- 2014: Chef (Tiger) in "Melodien für Milliarden" (Voima), Regie: Jenke Nordalm
- 2014: Edmund Darrell in "Seltsames Intermezzo" (O'Neill), Regie: Ralf Siebelt
- 2014: Pfarrer in "Nicht nichts" (Melle), Regie: Maria Linke[3]

### Theater Baden-Baden
- 2014: Eugen in "Angst essen Seele auf" (Fassbinder), Regie: Laura Huonker
- 2014: Robert Gates in "Träumereien um ein Sommerhaus" (Ayckbourn), Regie: Thomas Höhne
- 2015: John Smith, Sam Argall und John Rolfe in "Pocahontas 2015 (Show must go on)" (Rottmann), Regie: Jule Kracht
- 2015: Jascha in "Der Kirschgarten" (Tschechow), Regie: Maria-Elena Hackbarth
- 2015: Florindo Aretusi in "Der Diener zweier Herren" (Goldoni), Regie: Barry Goldman
- 2015: Diverse in "Die kleine Hexe" (Preußler), Textfassung und Regie: Jule Kracht
- 2016: "Wirtschaftskomödie" (Jelinek), Regie: Katja Fillmann
- 2016: Jeannot in "Hase Hase" (Serreau), Regie: Felix Prader[4]

Theater Reutlingen Die Tonne
. 2024: Die Blechtrommel 
. 2024: The Black Rider
. 2025: Der Tatortreiniger 
2025: Thuns Komische Werke
. 2025: Der Name der Rose

## Filmografie (Auswahl)
- seit 2009: diverse Drehs von Kurzfilmen an der Filmhochschule Ludwigsburg
- 2009: Der Imagefilm (Kunsthochschule für Medien Köln), Regie: Konrad Bohley[5]
- 2015: SOKO München – Der Kuss (ZDF), Regie: Johanna Thalmann & Katharina Bischoff[6]
- 2016: Tatort: HAL (SWR), Regie: Niki Stein[7]
- 2019: Big Manni (TV-Komödie)
- 2021: Waldgericht – Ein Schwarzwaldkrimi (Fernsehreihe)
- 2022: SOKO Stuttgart (Fernsehserie, Folge Abgetaucht)
- 2022: SOKO Köln (Fernsehserie, Folge Die Perle)

## Arbeit als Sprecher
- seit 2009: diverse Hörspiele, Feature-Lesungen und Voice Over für den SWR Stuttgart/Baden-Baden/Tübingen
- seit 2013: Voice Over für ARTE-Dokumentationen
- seit 2016: Voice Over für ZDF-Dokumentationen